# 虞綽
虞 綽（ぐ しゃく、562年 - 615年）は、中国の隋の官僚・文学者・書家。字は士裕。本貫は会稽郡余姚県。

## 経歴
南朝陳の始興王諮議の虞孝曾の子として生まれた。成長すると身長が8尺あり、容姿や振る舞いが雄偉であり、博学で才にすぐれ、草書と隷書を最も得意とした。陳の左衛将軍の傅縡は虞綽の詞賦を見て、「虞郎の文より高尚なものはない」と評した。陳に仕えて、太学博士となり、永陽王記室に転じた。
陳が滅亡すると関中に入り、隋の晋王楊広に召し出されて学士となった。大業初年、秘書学士に転じ、煬帝（楊広）の命を受けて虞世南や庾自直らとともに『長洲玉鏡』などの書十数部を編纂した。校書郎となり、宣恵県尉を加えられた。著作佐郎に転じ、虞世南・庾自直・蔡允恭ら4人とともに宮中に常居し、文章の専門家として煬帝の命令にそなえて待機した。
大業8年（612年）、煬帝の高句麗遠征に従った。4月、煬帝が柳城県の臨海頓に宿営したとき、大鳥をみて珍しく思い、虞綽に命じて銘文を作らせた。虞綽は遠征の功績により、建節県尉に任じられた。
虞綽は才能をたのんでへりくだることがなく、著作郎の諸葛潁が学業で煬帝に気に入られているのを憎んで、諸葛潁をたびたび軽侮し、険悪な関係にあった。諸葛潁は「虞綽は粗野な人である」と評した。虞綽は礼部尚書の楊玄感と「布衣の友」の交わりを結び、たびたび一緒に遊んだ。一族の虞世南は虞綽を諫めたが、虞綽は聞き入れなかった。ほどなく虞綽が宮中の兵書を楊玄感に貸したと告発する者があり、煬帝はこのことを憎んだ。楊玄感が敗滅した後、虞綽と楊玄感のあいだの往来が知られて、煬帝は大理卿の鄭善果に糾明させた。虞綽は「玄感とは文酒歓談のつきあいで、かれの陰謀には加担していない」と証言したが、煬帝の怒りは解けず、西域の且末県への流刑とされた。
虞綽は長安に逃げ戻り、捕吏の追求の手が伸びると、長江を渡って潜伏し、姓名を変えて呉卓と自称した。東陽県に遊んで、信安県令の辛大徳の家に寄宿していたが、田地をめぐる争訟に顔を出し、虞綽を知る者に告発された。捕吏に捕らえられて、江都で斬られた。享年は54。所有していた詞賦は当時に通行した。著書に『帝王世紀音』4巻があった。

## 伝記資料
- 『隋書』巻76 列伝第41
- 『北史』巻83 列伝第71